# معركة رابول
معركة رابول والمعروفة أيضاً بالعملة آر لدي اليابانيين، هي معركة ضمن حملة غينيا الجديدة بين القوات اليابانية وقوات أستراليا على جزيرة في بريطانيا الجديدة في إقليم غينيا الجديدة. انهزمت فيها قوات الحلفاء بسهولة من قبل القوة اليابانية الأكثر عدداً.